# Clarksville (New Hampshire)
Clarksville – miasto w Stanach Zjednoczonych, w stanie New Hampshire, w hrabstwie Coös.